# Carlo Cagnola
Carlo Cagnola (Milan, 24 août 1828 - Arcore, 16 juillet 1895) est un homme politique italien.

## Biographie
Il a été député du royaume d'Italie durant les VIIIe, Xe et XIe législatures.